# Під Парашкою
Під Пара́шкою — комплексна пам'ятка природи місцевого значення в Україні. Об'єкт природно-заповідного фонду Львівської області.
Розташована в межах Стрийського району Львівської області, на південний захід від села Корчин.
Площа 252,1 га. Статус надано згідно з рішенням облради від 13.09.2016 року. Перебуває у віданні Сколівського військового лісгоспу ДП «Івано-Франківський військовий лісгосп» (Корчинське л-во, кв. 9, вид. 34-41, 43-46, кв. 10, вид. 22-35, кв. 12, вид. 19, 20, 22, 23, 25-33, кв. 13, вид. 14, 17-21, кв. 14, вид. 17-19, кв. 15, вид. 24-31, кв. 18, вид. 1, кв. 19, вид. 1, кв. 20, вид. 1, 2, кв. 21, вид. 1).
Статус надано для збереження унікальних ділянок старовікових букових лісів та фрагментів букових пралісів, що зростають на схилах хребта Парашка (масив Сколівські Бескиди). Вік дерев 130—190 років, деякі екземпляри — до 250 років.